# Homer the Moe
Homer the Moe — третій епізод 13 сезону серіалу «Сімпсони», у США вийшов 18 листопада 2001, в Україні у грудні 2008 року.
Під час сніданку, Гомер помічає, що Барт щось копає у дворі, і хоче дізнатися що саме. Коли Гомер пробує розпитати Барта, той відповідає, що й сам не знає для чого копає. Тоді Гомер бере лопату і сам починає копати, проте одразу отримує інфаркт і використовує дифібрилятор, щоб поновити роботу свого серця. Родина занепокоєна поведінкою Барта, і навіть викликають лікарів, проте це Барта не зупиняє. Копання Барта через супутник помічає Китайський уряд, і Гомер вирішує, що за ним і Бартом слідкують китайці. Цю здогадку Гомер розповідає у барі Мо, де йому Карл і Ленні не вірять, а потім продовжують говорити про своє. Тоді Мо не витримує, і починає кричати на Гомера і друзів, ображає пса Барні, і наставляє рушницю на Ленні. Коли Гомер його питає «Ти не сказився?», то Мо вибачаться і каже, що давно втратив інтерес до роботи бармена. Карл помічає картину барменського училища, і Мо каже, що хоче знову пройти курси барменів. Замість себе він залишає Гомера, який встигає взірвати автомат з пивом, який тільки-но потрапив до нього.
Друзі Гомера-бармена вважають його набагато кращим, бо Гомер усе дозволяє і не хамить клієнтам, та і сам із ними п'є. Також Гомер влаштував танці на барній стійці, вибив кулаком скло патефона і отримав від цього сильну кровотечу, і кумедно бігав по бару, а Ленні цим і вважав, що Гомер набагато кращий бармен, ніж Мо.
Тим часом Мо приїждає до училища, де досі нічого не змінилося, і заходить на урок до знайомого професора, і привильно відповідає, що у коктейлі «Космополітан» немає брусники. Після пар, Мо і професор йдуть парком, і професор радить Мо переробити свій бар на гарніше місце з «діри». Мо збирається це виконати, а професор каже йому, що хворий на рак, заходить у озеро і тоне.
Коли Гомер у черговий раз приходить до Мо, то бачить, що бар переробляється, і дивується, що Мо переробляє свій бар. Мо запрошує друзів на офіційне відкриття бару «М». Коли Гомер, Барні, Карл і Ленні приходять, то бачать, що бар перетворився на величезний дискотечний зал-бар, Гомер навіть порівнює реінкарнацію бару на залу з «штабом іншопланетян». Новий бар наповнюється численними зірками і різними «крутими» людьми, то друзі бачать, як усе змінилося — усе у стилі пост-модернізму, стільці висять на стелі, підвішені кролики бігають «у повітрі», і друзі почувають себе непотрібними у публіці крутих людей. Гомер на це заявляє «Один чорт, налий пива», а Мо каже що пива тепер немає, і Гомер вимагає від Мо повернути колишній бар, тоді охоронці випроваджують його і друзів додому.
Вдома Гомер влаштовує власний бар, де Мардж змушена наливати пиво, а він Барні, Карл та Лені співають і веселяться співаючи: «Я не питиму в Мо, старий гараж Гомера у сто разів краще, я не питиму в Мо...» Гомер «бо Мо козел і трансвестит!». Тим часом Мо у залі бачить, що уся публіка — це суцільні сноби, злодії, гомосексуали, повії та решта сумнівного народу, і вирішує замість пост-модерністичного ока футбол, усі вимагають включити око знову. Тоді Мо йде з бару, і розуміє, що втратив друзів і проміняв їх на бездушну публіку, перестає називати себе Мо Сенткласом, та раптом бачить, що у барі Гомера весело і грає музика. Він приходить до Гомера, де бачить що там дискотека, і грає група РЕМ. Мо бере книгу барного аукціону і перевіряє бар Гомера, де знаходить що Гомер назвав його мисливським, Гомер відповідає, що завтра йде на полювання. Ліса протестує, але Гомер бере її на полювання вранці, де збирається застрілити індика. раптом з кущів виходить Мо і пропонує Лісі зупинити Гомера, який вже цілився у індика. Мо бере свисток зі звуком гірського лева, і злякує індика. Гомер думає, що у кущах лев і стріляє у Мо, та влучає йому в ногу. Проте Мо швидко оговтується, знищує зал і повертє старий бар, та запрошує Сімпсонів до себе. Гомер дарує Мо 10 «чайових» доларів, і Гомер з Мо миряться та знову стають найкращими друзями.